# Philharmonie-Orchester Osaka

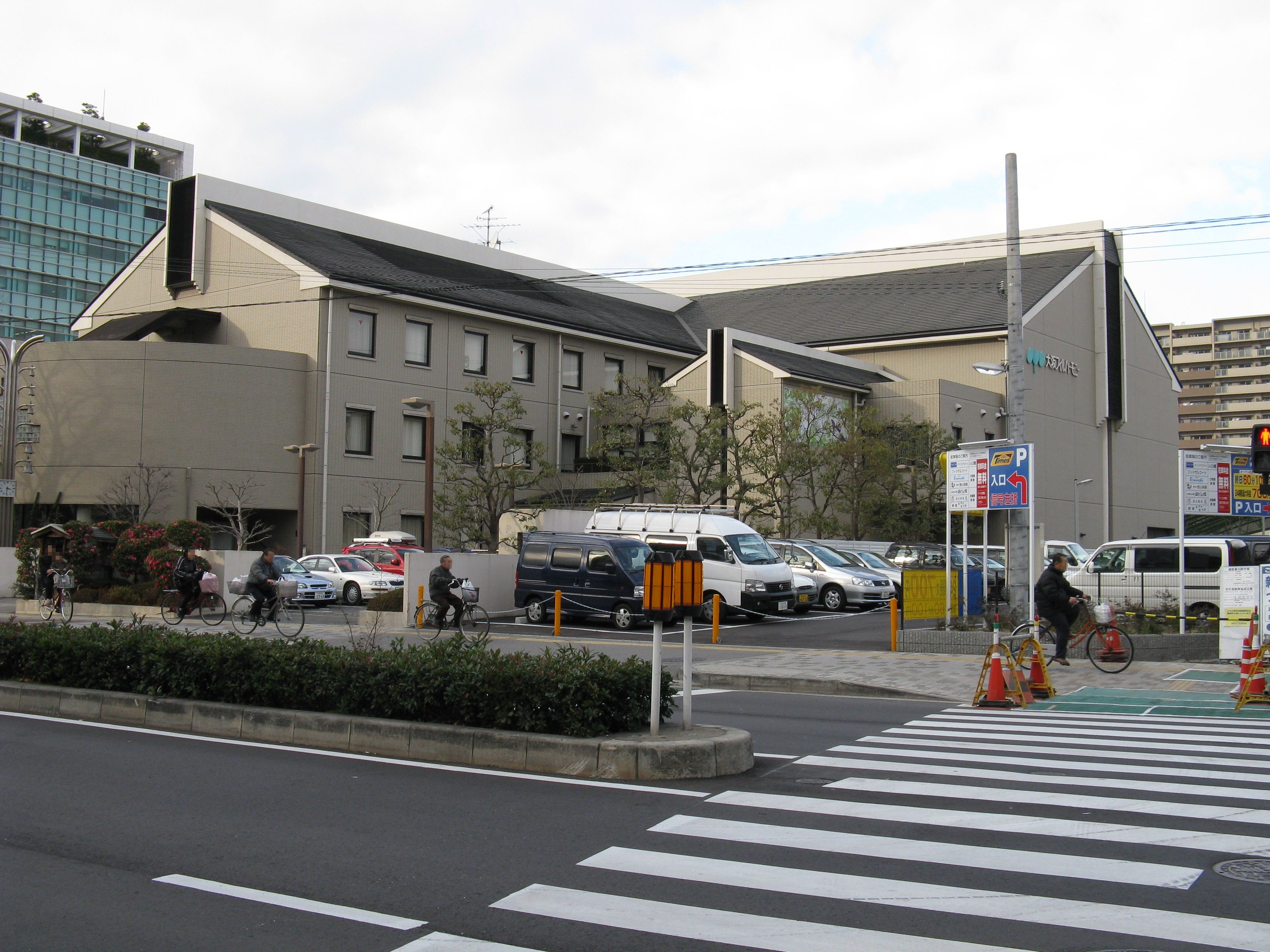
Sitz des Philharmonie-Orchesters Osaka

Das Philharmonieorchester Osaka (jap. 大阪フィルハーモニー交響楽団, Ōsaka Firuhāmonī Kōkyō Gakudan) ist ein japanisches Sinfonieorchester, das 1960 von seinem ersten Chefdirigenten Takashi Asahina als Nachfolgeorganisation des bereits seit 1947 bestehenden und mit der Neugründung aufgelösten „Kansai-Sinfonieorchesters“, in Osaka ins Leben gerufen wurde.

## Beschreibung
Das Orchester hat seinen Hauptsitz im Stadtbezirk Nishinari, in Osaka in der Präfektur Osaka. Seit 2012 ist es als „Philharmoniegesellschaft Osaka“ (公益社団法人大阪フィルハーモニー協会, Ōsaka Firuhāmonī Kyōkai) eine gemeinnützige Körperschaft. Das Orchester ist ordentliches Mitglied der japanischen Orchestervereinigung (日本オーケストラ連盟, Nihon Ōkesutora Renmei). Es gibt Auftrags- und Abonnentenkonzerte.
Das Orchester stand seit seiner Gründung 1947 bis 2001 unter der Leitung von Musikdirektor Takashi Asahina. Von 2003 bis 2011 war Eiji Ōue Musikdirektor. Ihm folgte von 2014 bis 2016 Michiyoshi Inoue als Chefdirigent. Im April 2017 wurde Tadaaki Otaka zunächst musikalischer Berater, seit April 2018 amtiert er als Musikdirektor des Orchesters.